# 科滕贝赫
科滕贝赫（荷蘭語：Kortenberg，荷蘭語發音：[ˈkɔrtə(m)bɛrx]）是比利时弗拉芒大區弗拉芒布拉班特省魯汶區的一个市镇，通行荷蘭語，是弗拉芒社群的一部分，面积34.7平方千米，人口20,214人（2018年1月1日）。